# Honda X4
La Honda X4 (scritto anche X-4) è una motocicletta prodotto dalla casa motociclistica giapponese Honda dal 1997 al 2003.

## Descrizione
La X4 è una cruiser, dotata di un propulsore da 1284 cm³ a quattro cilindri con distribuzione bialbero a 16 valvole, con raffreddato a liquido e montato trasversalmente. Lo stesso propulsore è stato successivamente utilizzato anche dalla Honda CB1300, sebbene sulla X4 avesse i carburatori.

### X4 LD
Nel 2000 è stata introdotta una nuova versione, la X4 LD ("Low Down"), che si caratterizza per una sella leggermente più basso e una diversa ciclistica, sospensioni migliorate (con ammortizzatori posteriori Showa in stile e piccole differenze estetiche tra cui il blocco motore non verniciato (rispetto all'originale di colore nero).